# En esta Casa Blanca
 En esta Casa Blanca  es el cuarto capítulo de la segunda temporada de la serie dramática El ala oeste de la Casa Blanca.

## Argumento
El Presidente Bartlet insiste en contratar a la abogada republicana Ainsley Hayes (interpretada por Emily Procter), como asesora legal de la Casa Blanca tras destrozar a Sam en un debate televisivo sobre educación. Al principio la sorpresa y estupor serán los sentimientos del equipo de la Casa Blanca pero poco a poco cambiarán su opinión sobre ella. Por ejemplo, le dice a C.J. que esté tranquila en relación con una posible revelación de secretos. Si viene de un testigo, dice, no es delito.
Mientras, el presidente de un país africano destrozado por el SIDA negocia en la Casa Blanca con los representantes farmacéuticos una solución a la enfermedad. Al final, gracias a Toby y Josh conseguirán un acuerdo que beneficie a ambas partes. Pero cuando todo parece solucionado se produce un Golpe de Estado, siendo asesinado el hermano e hijos del presidente africano, y a pesar de las advertencias del Presidente es asesinado cuando regresa a su país.
Al final del episodio, tras entrevistarse con Leo, Ainsley Hayes decide trabajar con el equipo demócrata no por compartir sus ideales, sino porque son unos grandes profesionales y patriotas.

## Curiosidades
- El país africano, Kundu Ecuatorial, es evidentemente ficticio. Aaron Sorkin explicó tiempo después que se basó en Ruanda, que por entonces vivía un Genocidio para escribir la historia del episodio.

## Enlaces
- Ficha en FormulaTv
- Enlace al Imdb
- Guía del Episodio (en inglés)

- Datos: Q5484129